# Ángel García Rendueles
Ángel García-Rendueles y González-Llanos (Gijón, c.1845-Madrid, 8 de diciembre de 1913), fue un político español de la Restauración, diputado a Cortes, director general de Correos y de Prisiones.

## Biografía
Nació en Gijón hacia 1845, en una familia hidalga. Era hermano del historiador Estanislao Rendueles Llanos (1839-1870).
Se dedicó al comercio y los negocios y también hizo carrera política, afiliado al Partido Liberal-Conservador y bajo la protección de Alejandro Pidal y Mon, su cuñado y amigo.
Fue miembro de la Diputación Provincial de Oviedo de 1874 a 1880, en representación del distrito de Lena y concejo de Mieres.
En 1878 fue uno de los socios fundadores del diario El Comercio de Gijón.
Sobre los años 1880 era director de la sucursal del Banco de España en esta villa, y en el debate que por entonces bullía sobre la necesaria ampliación del puerto, tomó partido de forma militante por el traslado al Musel.
Salió elegido diputado a Cortes por el distrito de Pravia en las elecciones de 1896, y por el de Gijón en las de 1899, 1901, 1903, 1905 y  1907.
Fue director general de Correos y Telégrafos (1903-1905) y de Prisiones (1907-1909), con gobiernos de Maura y Fernández Villaverde.
Casó con Mariana Bernaldo de Quirós y González de Cienfuegos (1848-1887), de la que enviudó prematuramente, hija de los VII marqueses de Campo Sagrado. Mediante este matrimonio aristocrático, Rendueles emparentaba con la familia real y con Alejandro Pidal y Mon. Tuvieron seis hijos.
Falleció en Madrid el 8 de diciembre de 1913.
Algunas fuentes le atribuyen erróneamente el título de marqués de Santa María de Carrizo.